# Dennis Andries
Dennis Andries (* 5. November 1953 in Georgetown, Guyana) ist ein ehemaliger Boxweltmeister aus Guyana.

## Karriere
1978 begann der schlagkräftige Andries in Großbritannien seine Profikarriere, die jahrelang nicht von der Stelle kam, da er schon in den ersten Jahren seiner Laufbahn mehrfach gegen unbekannte Gegner verlor. Er hatte eine durchwachsene Bilanz von 17-6-1, als er 1983 den britischen Meistertitel im Halbschwergewicht gewann. Er verteidigte diesen zwei Mal erfolgreich gegen Tom Collins, der ihn am Anfang seiner Karriere noch geschlagen hatte und später Europameister wurde, und begann eine Siegesserie, die am 30. April 1986 im Gewinn des WBC-Titels gegen den allerdings nicht sonderlich angesehenen US-Amerikaner J. B. Williamson in London gipfelte.
Im März 1987 traf er dann auf einen der ganz Großen der Boxgeschichte, Thomas Hearns. Hearns kämpfte zu dieser Zeit eigentlich im Mittelgewicht, gewann aber dennoch fast jede Runde gegen Andries und siegte durch Technischen K. o. in der zehnten Runde. Andries bekam für seine beherzte Leistung dennoch gute Kritiken, der Kampf war optisch recht ausgeglichen.
1988 konnte er den angesehenen Ex-Weltmeister Bobby Czyz in dessen Heimatstaat New Jersey nach Punkten besiegen. Am 21. Februar 1989 gewann er den vakanten WBC-Titel im Alter von mittlerweile 35 Jahren gegen den US-Amerikaner Tony Willis zurück und traf dann mit dem ungeschlagenen schlagstarken Australier Jeff Harding, der seine Karriere entscheidend prägte. In einem hart geführten Kampf in Atlantic City verlor er in der zwölften und letzten Runde nach Punkten führend noch durch Technischen K. o.
Nach zwei Aufbaukämpfen reiste er im folgenden Jahr zum Rückkampf nach Australien und siegte gegen Harding seinerseits durch Knockout. Anschließend schlug er mit Sergio Merani einen Gegner K. o., der später gegen Virgil Hill über die Zeit ging und auch gegen Dariusz Michalczewski nur durch technische Entscheidung verlor, was Andries’ Schlagkraft unterstreicht. Im Entscheidungskampf unterlag er im September 1991 aber Harding in London knapp nach Punkten.
Im Anschluss konnte er das Halbschwergewichtslimit nicht mehr bringen und stieg ins Cruisergewicht auf. Hier gelang ihm mit dem vorzeitigen Sieg gegen Crawford Ashley noch ein Achtungserfolg, aber er war zu alt geworden und unterlag Gegnern wie dem Polen Przemysław Saleta. Nach einer Niederlage gegen Johnny Nelson im Dezember 1996 beendete er seine Karriere.